# Savinac, Boljevac
Savinac (izvirno srbsko Савинац) je naselje v Srbiji, ki upravno spada pod Občino Boljevac; slednja pa je del Zaječarskega upravnega okraja.

## Demografija
V naselju živi 295 polnoletnih prebivalcev, pri čemer je njihova povprečna starost 44,6 let (42,9 pri moških in 46,2 pri ženskah). Naselje ima 100 gospodinjstev, pri čemer je povprečno število članov na gospodinjstvo 3,65.
Prebivalstvo je večinoma nehomogeno, a v času zadnjih treh popisov je opazno zmanjšanje števila prebivalcev.
|  |

| Demografija | Demografija     | Demografija     |
| Leto        | Št. prebivalcev | Št. prebivalcev |
| ----------- | --------------- | --------------- |
|             |                 |                 |
|             |                 |                 |
|             |                 |                 |
|             |                 |                 |
| 1948        | 624             |                 |
| 1953        | 572             |                 |
| 1961        | 618             |                 |
| 1971        | 588             |                 |
| 1981        | 526             |                 |
| 1991        | 501             | 453             |
| 2002        | 408             | 365             |
|             |                 |                 |

| Etnična sestava po popisu iz leta 2002 | Etnična sestava po popisu iz leta 2002 | Etnična sestava po popisu iz leta 2002 | Etnična sestava po popisu iz leta 2002 | Etnična sestava po popisu iz leta 2002 |
| -------------------------------------- | -------------------------------------- | -------------------------------------- | -------------------------------------- | -------------------------------------- |
| Srbi                                   | Srbi                                   |                                        | 187                                    | 51,23%                                 |
| Vlahi                                  | Vlahi                                  |                                        | 161                                    | 44,10%                                 |
| Neznano                                | Neznano                                |                                        | 0                                      | 0,0%                                   |